# Leonurus cardiaca
La cardíaca, mà de Santa Maria o  herba del mal de cor (Leonurus cardiaca del grec leonurus que significa cua de lleó i cardiaca que en grec es refereix tant al cor com a l'estómac) és una planta de la família de les lamiàcies present a gran part d'Àsia i Amèrica del Nord. Malgrat ser una planta d'origen asiàtic, s'ha introduït a la major part d'Europa gràcies al seu cultiu. Als Països Catalans només es troba a l'estatge montà dels Pirineus i de forma rara, i no apareix al País Valencià ni les Illes.

## Descripció morfològica
És una planta herbàcia perenne (hemicriptòfit) que gràcies al rizoma de curtes dimensions que posseeix, persisteix any darrere any. Pot mesurar aproximadament fins a 1,5 metres d'alçada però normalment la trobem amb una mida de 60 a 120 cm. La tija que surt del rizoma és molt erecta i amb diverses ramificacions que donen lloc a tiges secundàries. És glabrescent o poc pubescent. Les fulles són palmatífides o palmatipartides, irregularment dentades amb nervadura palmada, surten de la tija amb un llarg pecíol i estan disposades arreu de la tija de forma oposada. Les fulles presenten pèls sobretot al seu anvers i formen 7 lòbuls, tot i que les fulles superiors només presenten 3 lòbuls. Les flors són hermafrodites i estan repartides en verticils al llarg de tota la tija formant unes estructures anomenades verticil·lastres en nombre de 10-20 densos i poc distants. A la base d'aquestes inflorescències apareixen les bràctees de forma semblant a les fulles però més petites. El periant és diferenciat, amb calze i corol·la. Les flors són sèssils, zigomorfes i pentàmeres. El calze és gamosèpal format per 5 sèpals, campanulat, amb cinc venes i 5 dents subiguals i de longitud semblant a la del tub. La corol·la, és bilabiada, tubular, de color rosa a vegades tacada de porpra. Éstà formada per 4 pètals amb un tub més curt que el calze i presenta un anell de pèls a l'interior. El llavi superior està densament cobert de pèls i té forma de casc; en canvi, l'inferior és trilobat. L'androceu està constituït per 4 estams didínams. El gineceu és bicarpel·lar amb ovari súper. El fruit de la cardíaca és una tetraclusa de mericarps trígons.

## Hàbitat
Aquesta planta es troba a les vores de camins, matolls, bosquines, bardisses i a enderrocs. Es cria en les tanques i ribassos d'algunes valls pirinenques i d'altres muntanyes pròximes a ells. Viu en herbassars nitròfils dels sòls profunds i més o menys humits florint de juny a setembre.

## Farmacologia

### Part utilitzada
Les parts que utilitzem farmacològicament d'aquesta planta són les fulles i els extrems de la tija.

### Composició química
Junt amb quantitats molt petites d'essència també té saponina, una matèria amarga, insoluble en l'aigua i soluble en l'alcohol, en l'éter i en cloroform. La leonurina és un altre alcaloide extret de les llavors.
Els components importants de la planta són::
- Olis essencials (0,003%)
- Tanins (5-9%)´: pirogàl·lics i catèquics
- Alcaloides:Leunocardina (estaquidrina), leonurina
- Glucòsids amargs: leonurina
- Flavonoides
- Saponòsids (0,2%)
- Derivats del harpagid
- Resina
- Ceres
- Diversos àcids: fenòlics, tartàrics, màlics i cítrics.

### Accions farmacològiques
- Sedant en casos de distonies neurovegetatives com ansietat i insomni
- Espasmolític
- Antiarítmic, s'utilitza amb freqüència en taquicàrdies i palpitacions.
- Lleugerament hipotensor.
- Oxitòcic: afavorint l'evacuació de l'úter en estimular les contraccions miometrials, pel que s'utilitza en situacions de metrorràgies i menorràgies.
- Emenagoga pel seu alcaloide, leunocardina, recomanable en l'amenorrea, absència de menstruació.
- Alleugerar trastorns mòrbids de l'estómac.
- Propietats cardiotòniques, adquirides per l'essència en petites quantitats de tanins, saponines, flavonoides i glucòsids amargs, que són els més característics.
- Sudorífic.

## Administració
En forma d'infusió, es prepara afegint 2 grams de pols de la planta sencera sobre ¼ litre d'aigua bullida i calenta durant 10 minuts i es filtra el preparat.
Extracte florit: es pren de 20 a 30 gotes al dia i tintura 20 a 30 gotes gotes d'un a tres cops al dia.
La mateixa infusió de les summitats floríferes acabada de fer, serveix per rentar ferides i llagues, les quals les neteja i les cicatritza.

## Toxicitat
La ingestió d'altes dosis (3 grams) pot provocar diarrea, contraccions uterines i gastritis, ansietat, insomni, taquicàrdies, palpitacions, insuficiència cardíaca lleu, hipertensió.
És una planta sudorífica les dosis excessives de nebulitzats o extractes provoca irritació a la mucosa intestinal i genital provocant diarrees, a vegades hemorràgies digestives o uterines i excés de sudoració.

### Contraindicacions
- Amb l'embaràs, per l'acció oxitòcica, en grans quantitats pot causar contraccions uterines i inclús un avortament.
- Tractaments amb digitàlics, laxants antraquinónics o diürètics, per la possible potenciació de l'efecte dels cardiotònics.

Ús exclusiu per prescripció i sota control mèdic.